# Enrique López (futbolista uruguayo)
Enrique López López (Montevideo, 10 de enero de 1924 -) fue un futbolista uruguayo que desempeñaba de lateral izquierdo.

## Trayectoria
Nació en Montevideo. Se inició en el club de la capital en Liverpool  debutando en 1941, en los siguientes años referente del equipo siendo lo mejor en la parte defensiva del plantel , en 1950 ficha por el Nacional llegando como fichaje en la parte defensiva. En 1952 sale campeón frente a Peñarol en el partido de desempate, las figuras del plantel eran Javier Ambrois, Rafael Souto, Héctor Rial entre otros. En 1953 ganaría también el torneo amistoso Copa Montevideo,en 1954 ficharía por el cuadro merengue viniendo como flamante fichaje, el plantel estaban Alberto Terry, Dimas Zegarra, Osvaldo Bianco, Segundo Guevara conformando un buen equipo,Lastimosamente no cumplió con las expectativas estando solo un año. En los años siguientes se retira del fútbol así terminando una gran trayectoria.

## Clubes
| Club          | País    | Año       |
| ------------- | ------- | --------- |
| Liverpool     | Uruguay | 1941-1949 |
| Nacional      | Uruguay | 1950-1953 |
| Universitario | Perú    | 1954      |

## Palmarés
| Título                      | Club     | País    | Año  |
| --------------------------- | -------- | ------- | ---- |
| Primera División de Uruguay | Nacional | Uruguay | 1952 |